# Entente des écologistes
L'Entente des écologistes (EÉ) est une coalition électorale française formée pour les élections législatives de 1993. Elle regroupe Les Verts et Génération écologie.

## Historique
Le 17 novembre 1992 Les Verts passent un accord avec Génération écologie de Brice Lalonde pour présenter des candidats uniques aux législatives sous la bannière « Entente des écologistes »,. Sur la profession de foi des candidats, la photo regroupe : Antoine Waechter, Dominique Voynet, Yves Cochet, Brice Lalonde, Andrée Buchmann, Noël Mamère. Selon l'universitaire Sébastien Repaire, « le nouvel échec qu’ils essuient confirme à quel point le scrutin majoritaire à deux tours place la barre haut pour les écologistes, même unis. Il conforte dans leur conviction les partisans d’un rapprochement Verts-Parti socialiste et accélère une reconfiguration politique à l’intérieur du parti ».
L'Entente des écologistes obtient un beau succès en voix lors des législatives de 1993 (près de deux millions au premier tour) mais aucun élu. Dominique Voynet (3e circonscription du Jura) et Christine Barthet (2e circonscription du Haut-Rhin), avaient été les deux seules candidates de l'union à se qualifier pour le second tour, mais ont toutes deux échouées lors de leurs duels face à la droite parlementaire, après avoir éliminé les candidats socialistes (et notamment le député sortant Jean-Pierre Santa Cruz) au premier tour. La coalition n'est pas reconduite dans les élections suivantes.

## Résultats électoraux

### Élections législatives
| Année | Premier tour | Premier tour | Second tour | Second tour | Sièges  | Statut                         |
| Année | Voix         | %            | Voix        | %           | Sièges  | Statut                         |
| ----- | ------------ | ------------ | ----------- | ----------- | ------- | ------------------------------ |
| 1993  | 1 945 194    | 7,69         | 37 491      | 0,19        | 0 / 577 | Opposition extra-parlementaire |